# Lewis Run
Lewis Run es un borough ubicado en el condado de McKean en el estado estadounidense de Pensilvania. En el año 2000 tenía una población de 577 habitantes y una densidad poblacional de 115 personas por km².

## Geografía
Lewis Run se encuentra ubicado en las coordenadas 41°52′12″N 78°39′44″O / 41.87000, -78.66222

## Demografía
Según la Oficina del Censo en 2000 los ingresos medios por hogar en la localidad eran de $35,221 y los ingresos medios por familia eran $41,719. Los hombres tenían unos ingresos medios de $31,042 frente a los $23,750 para las mujeres. La renta per cápita para la localidad era de $21,670. Alrededor del 6.5% de la población estaba por debajo del umbral de pobreza.